# Capsulia
Genre
Capsulia est un genre d'araignées aranéomorphes de la famille des Linyphiidae.

## Distribution
Les espèces de ce genre sont endémiques de Chine.

## Liste des espèces
Selon World Spider Catalog (version 16.5, 31/07/2015) :
- Capsulia laciniosa Zhao & Li, 2014
- Capsulia tianmushana (Chen & Song, 1987)

## Publication originale
- Saaristo, Tu & Li, 2006 : A review of Chinese micronetine species (Araneae: Linyphiidae). Part I: species of ex-Arcuphantes and ex-Centromerus. Animal Biology, vol. 56, no 3, p. 383-401.